# ديف تومسون
ديف تومسون (بالإنجليزية: Dave Thompson) (12 مارس 1945 في المملكة المتحدة - ) هو لاعب كرة قدم بريطاني في مركز الوسط. لعب مع نادي تشيسترفيلد ونادي ساوثهامبتون ووولفرهامبتون واندررز ونادي مانسفيلد تاون.

## وصلات خارجية
- ديف تومسون على موقع قاعدة بيانات كرة القدم.إي يو (الإنجليزية)